# Vasile Groapă
Vasile Groapă   (Cârlig, 23 de març de 1955) és un aixecador romanès que va competir durant les dècades de 1970 i 1980.
El 1980 va prendre part en els Jocs Olímpics d'Estiu de Moscou, on fou setè en la categoria del pes semipesant del programa d'halterofília. Quatre anys més tard, als Jocs de Los Angeles, va guanyar la medalla de plata en la categoria del pes tres-quarts pesant.
En el seu palmarès també destaca una medalla de plata al Campionat del món d'halterofília i sis campionats nacionals. Una greu lesió mentre entrenava el 1987 l'obligà a retirar-se.